# Tari Tari
Tari Tari ist eine Anime-Fernsehserie, die vom japanischen Animationsstudio P.A. Works unter der Regie von Masakazu Hashimoto animiert wurde. Die Erstausstrahlung der Serie begann am 1. Juli 2012 auf dem japanischen Sender TV Kanagawa. In Tari Tari wird die Geschichte einer Gruppe von fünf Oberschülern erzählt, die durch die Liebe der Schülerin Konatsu Miyamoto zur Musik eng zusammenwächst.
Im Vorfeld der Ausstrahlung des Animes begann die Veröffentlichung des gleichnamigen Mangas Tari Tari, der von Tomiyaki Kagisora gezeichnet wird und auf dem Drehbuch des Animes basiert. Die Handlung beider Werke wurde von Evergreen geschrieben. Das Charakterdesign wurde von tanu entworfen.

## Handlung

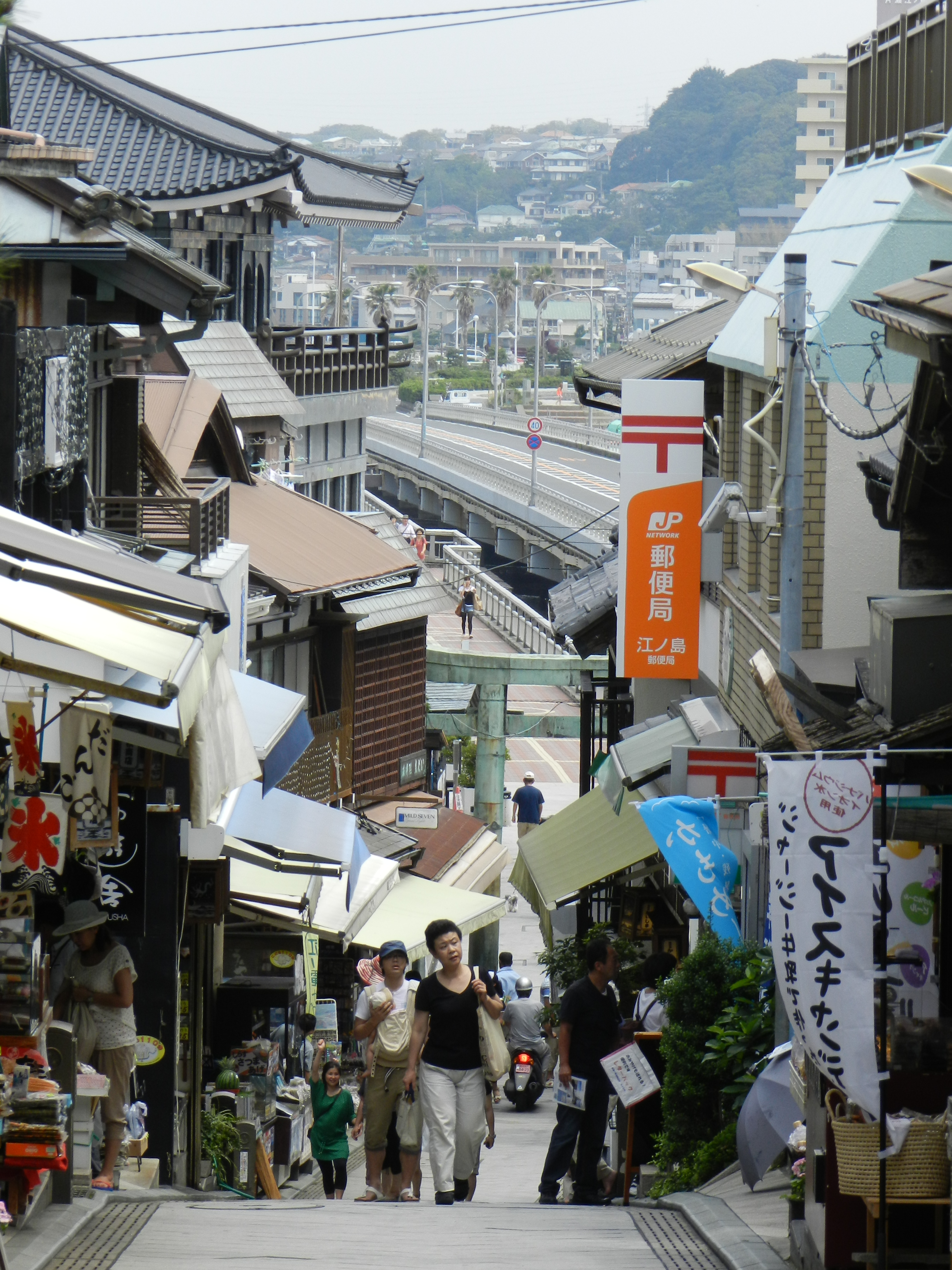
Die Hauptstraße auf der Halbinsel Enoshima, die Wakana Sakai auf dem Weg zur Schule entlang fährt

Im Mittelpunkt der Handlung von Tari Tari steht eine fünfköpfige Gruppe von Oberschülern im letzten Jahrgang, die sich nicht mehr damit abfinden will, wie Kinder behandelt zu werden, obwohl sie auch noch nicht ganz erwachsen sind. Zunächst wird dabei aber Konatsu Miyamoto vorgestellt. Die für ihr Alter recht klein geratene, aber überaus aufgeweckte Schülerin sieht sich von der Leiterin des Schulchors diskriminiert, nachdem sie bei einem Auftritt im Schuljahr zuvor so nervös war, dass sie den Auftritt des Chors verpatzte. Seitdem darf sie nur noch die Notenblätter der Pianistin umdrehen, die ihrerseits aber bereits die ganzen Stücke im Kopf hat. Entsprechend frustriert kommt es zu einer Auseinandersetzung zwischen ihr und der Leiterin, der Konrektorin der Schule, sodass sie am Ende aus dem Schulchor austritt. Sie berät sich mit ihrer besten Freundin Sawa Okita, wie es nun weitergehen solle. Dabei entspringt die Idee, einen eigenen Musikclub zu gründen. Ihr fehlen dazu jedoch die obligatorischen fünf Mitglieder und so ist Konatsu angehalten, sich nach weiteren Mitgliedern umzusehen. Ihre gutmütige, schwangere und mittlerweile fast vollständig vom Dienst freigestellte Klassenlehrerin Tomoko Takahashi gibt ihr dabei den Tipp, mal mit ihrer Mitschülerin Wakana Sakai zu sprechen, obwohl Wakana derzeit Förderstunden besucht und kaum Zeit haben dürfte. Der erste Versuch von Konatsu, Wakana zu überzeugen, bleibt jedoch ergebnislos. Erst ein Gespräch mit Sawa kann sie überzeugen, doch mitzumachen. So wird auch mit dem Wohlwollen des Direktors rudimentär der Schulclub gegründet, nachdem Konatsu ihren jüngeren Bruder Makoto Miyamoto erpresst hatte, seine Schulfreunde zum Mitmachen zu bewegen. 
Jedoch kommt es kurz vor dem Auftritt zu einem Unfall des Schuldirektors, weshalb sich die Schülergruppe verspätet und nur die drei Mädchen es mit Hilfe ihrer Klassenlehrerin rechtzeitig zur Aufführung schaffen und allein beginnen müssen. Dadurch schaffen sie es, den Auftritt doch noch halbwegs zu realisieren, handeln sich aber den Frust der jüngeren Chormitglieder ein, die keinen Sinn darin sehen, weiter mitzumachen. Auch Makoto Miyamoto und dessen Freunde treten nach dem Auftritt wieder auf, da sie ihren Teil der Aufgabe als erfüllt sahen. Damit stehen sie erneut vor dem Problem, nicht genug Mitglieder zu haben, und die Chorleiterin setzt sie zusätzlich unter Druck.
Parallel dazu wurde der sich seit zwölf Jahren in Österreich aufhaltende Schüler Atsuhiro Maeda vorgestellt, der nun wieder nach Japan zurückgekehrt ist und sich erst wieder an die japanische Sprache und die Gepflogenheiten gewöhnen muss. Um ihn soll sich Taichi Tanaka kümmern, der ihn seinerseits „Wien“ nennt. Seitdem wird Atsuhiro seinen Spitznamen nicht mehr los und beide werden enge Freunde. Taichi hat aber ein recht ähnliches Problem wie Konatsu. Der Badminton Club, dessen letztes verbleibendes Mitglied er ist, soll abgeschafft werden. Zugleich wendet sich aber auch Konatsu an Taichi, um ihn zu überreden, ihrem Club beizutreten, was letztendlich zu einer Wette führt, bei der der Gewinner die anderen Clubmitglieder bekommt und seinen Club damit retten kann. Dieses Duell kann Konatsu wegen zahlenmäßiger Überlegenheit für sich entscheiden, hatte aber die gesamte Zeit über im Sinn, dass sie einfach beide Clubs zusammenlegen.

## Charaktere

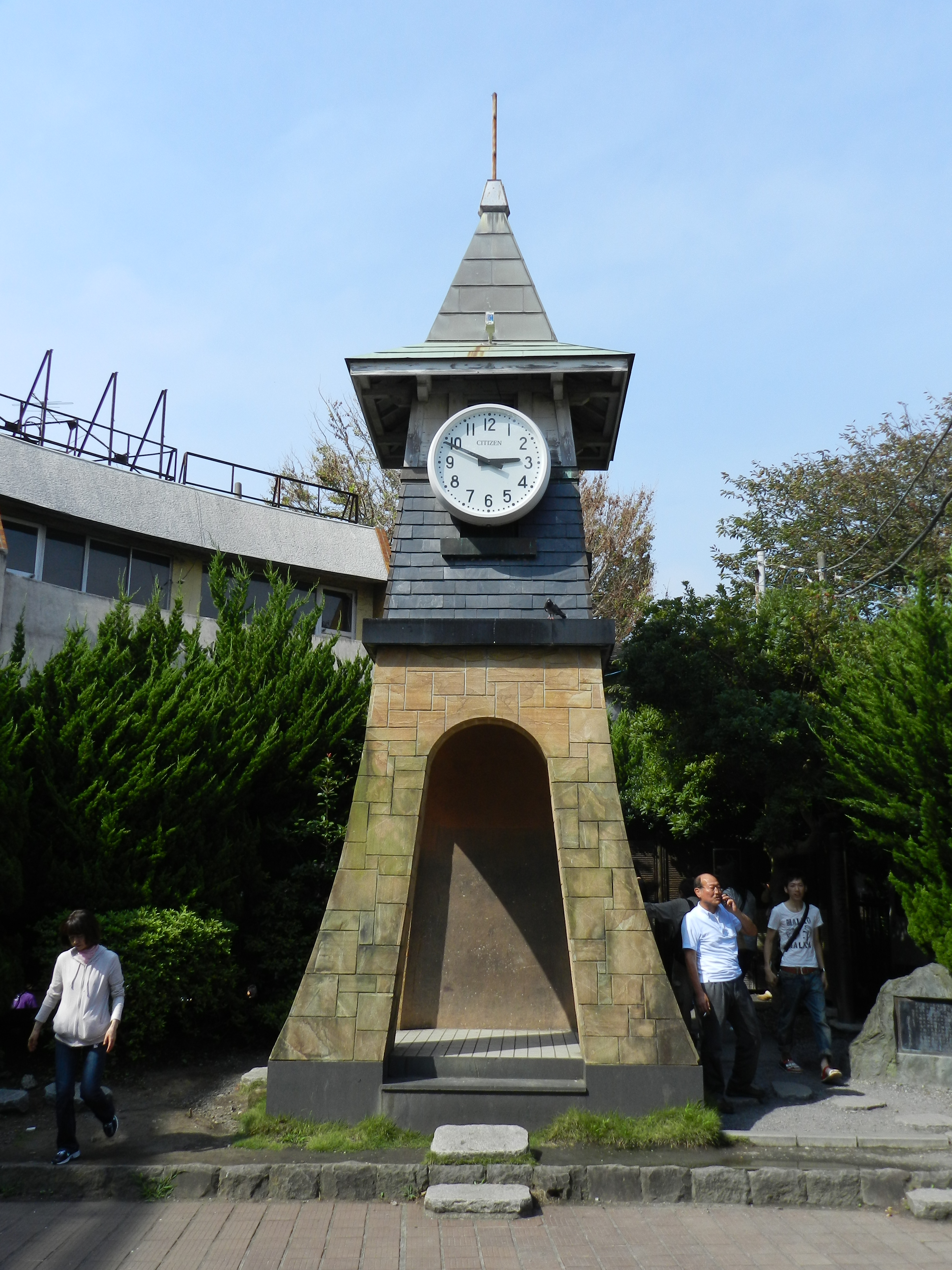
Der Uhrenturm neben dem Bahnhof Kamakura vor dem Konatsu Kopfhörer tragend, nichts um sich herum mitbekommend, am Ende der ersten Folge singt, bevor sie für sie peinlich bemerkt, dass sie diverse Zuschauer hat unter denen sich auch alle späteren Mitglieder des Schulclubs befinden.

Konatsu Miyamoto (宮本 来夏, Miyamoto Konatsu)
Sie ist eine klein gewachsene, blonde Schülerin mit einer recht aufbrausenden Persönlichkeit. Obwohl sie sehr zielstrebig und Ausgangspunkt für viele Initiativen ist, hinterlässt sie dennoch immer wieder einen recht verträumten, teils naiven Eindruck. Dadurch stößt sie schnell ihren Mitmenschen vor den Kopf, besitzt aber dennoch eine tiefe Freundschaft mit Sawa Okita, die ihr immer wieder hilfreich zur Seite steht, sie aber auch teils wie eine Ersatzmutter zurechtweist. Ihrem jüngeren Bruder gegenüber verhält sie sich wie eine typische große Schwester, die es genießt, ihn manipulieren zu können.
Ihr persönlicher Wunschtraum ist es, in ihrem zukünftigen Leben viel mit Musik zu tun zu haben und zu singen. Deshalb ist sie auch immer wieder mit Kopfhörern zu sehen, während sie unbewusst laut vor sich hin singt, was ihr aber peinlich ist, sobald sie bemerkt, dabei beobachtet zu werden. Denn trotz ihrer Liebe zur Musik ist sie vor Auftritten stets sehr nervös – so nervös, dass sie keinen Ton herausbringt –, solange sie nicht die Unterstützung von Sawa oder einer anderen ihr nahestehenden Person hat.
Wakana Sakai (坂井 和奏, Sakai Wakana)
Sawa Okita (沖田 紗羽, Okita Sawa)
Taichi Tanaka (田中 大智, Tanaka Taichi)
Atsuhiro Maeda (前田 敦博, Maeda Atsuhiro, „Wien“ [ウィーン])
Tomoko Takahashi (高橋 智子, Takahashi Tomoko)
Makoto Miyamoto (宮本 誠, Miyamoto Makoto)

## Konzeption
Als Vorbild für die Umgebung, in der der Anime spielt, dienen die Städte Fujisawa im Süden der Präfektur Kanagawa, die an der Sagami-Bucht liegt, und  die Stadt Kamakura nordöstlich davon. So finden sich diverse reale Schauplätze im Anime wieder. Darunter ist die vor der Stadt gelegene Halbinsel Enoshima, die eine der Tourismushochburgen Japans ist, als auch an den Hauptstraßen der Stadt sowie die Bahnhöfe und Bahnstationen. Daher wird vermutet, dass sich ähnliche „Pilgerungen“ von Anime-Fans einstellen könnten, wie sie der Anime Lucky Star verursachte.

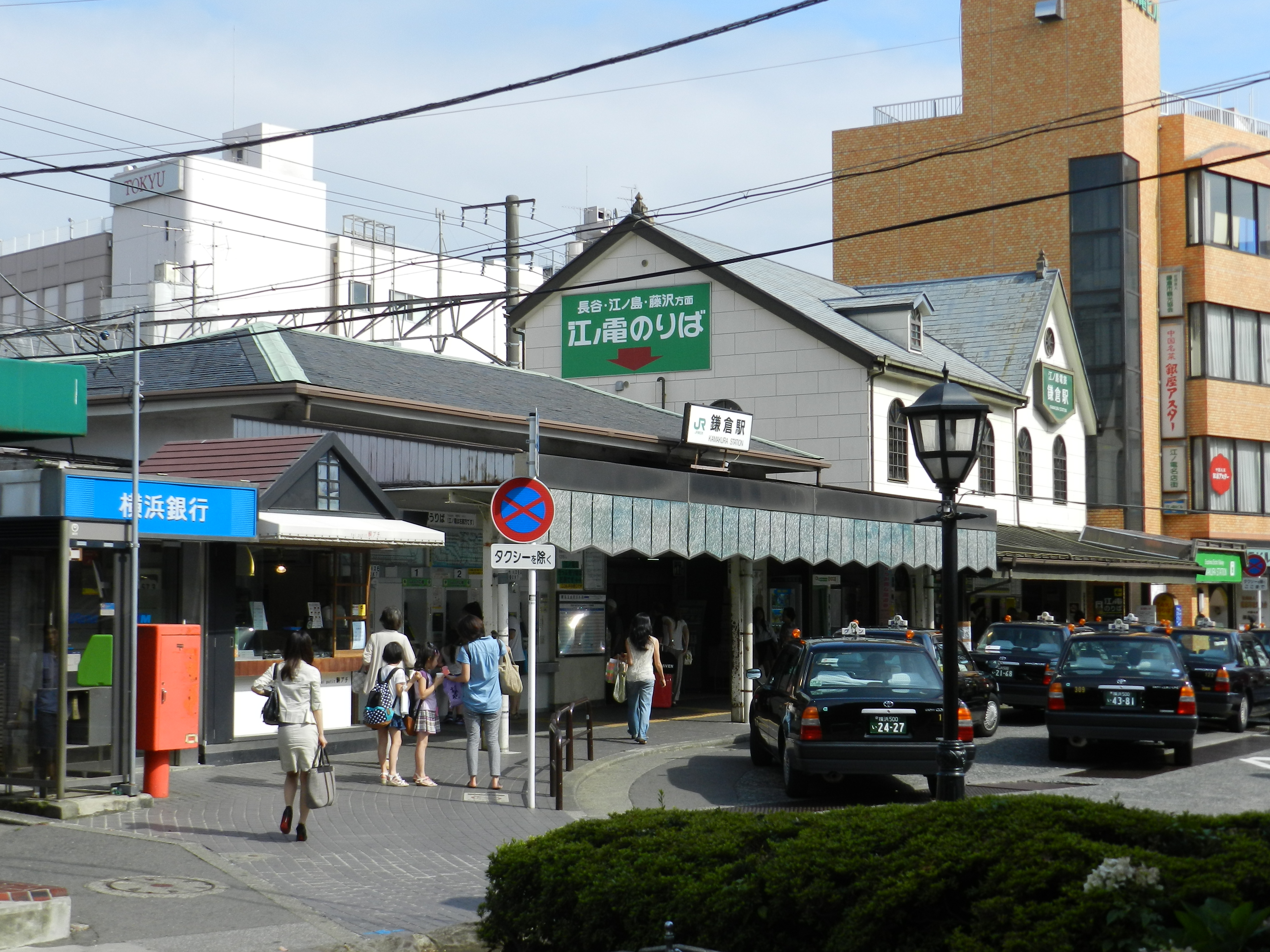
Der Bahnhof von Kamakura
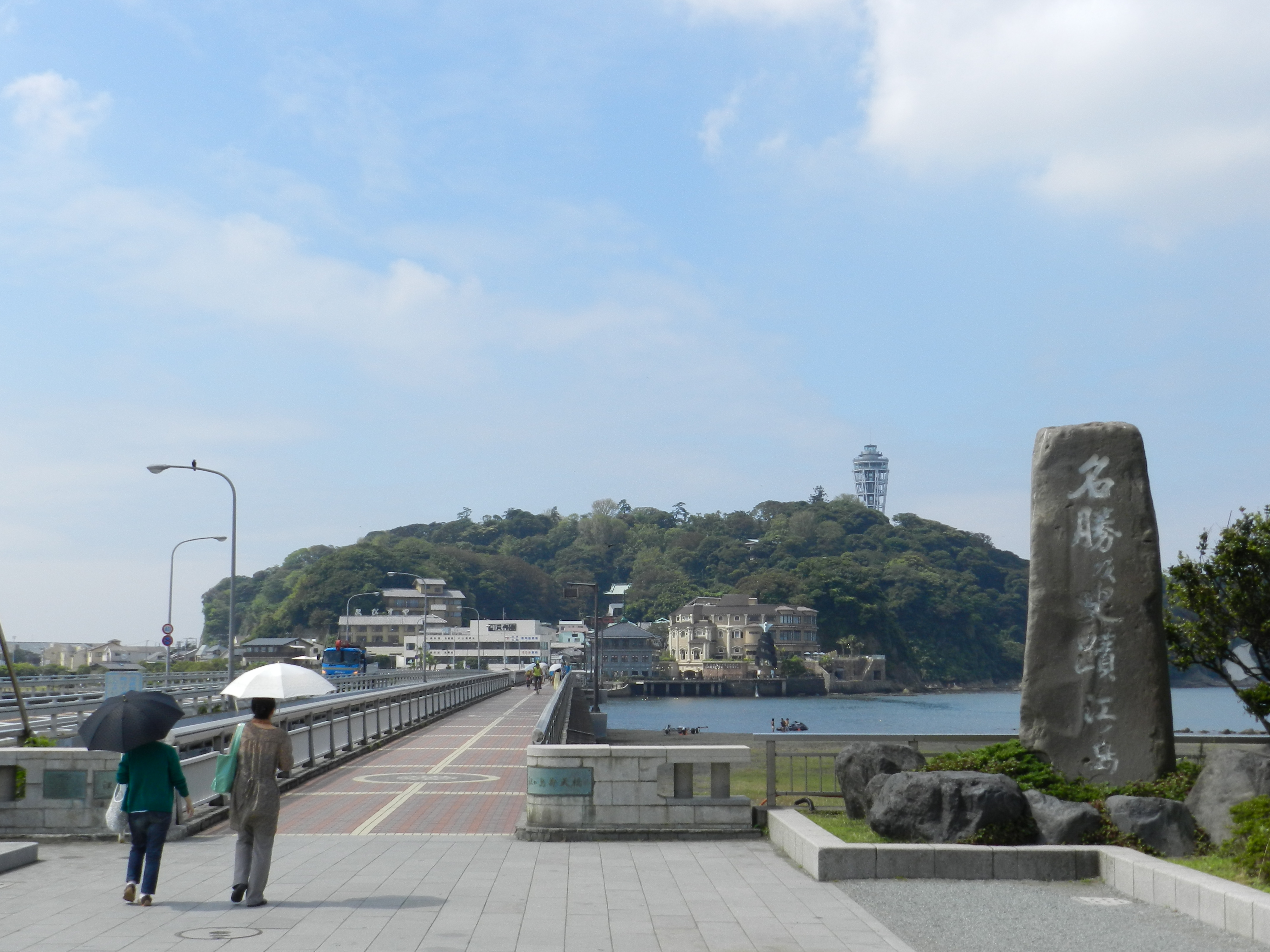
Blick auf die Halbinsel Enoshima vom Stadtzentrum aus
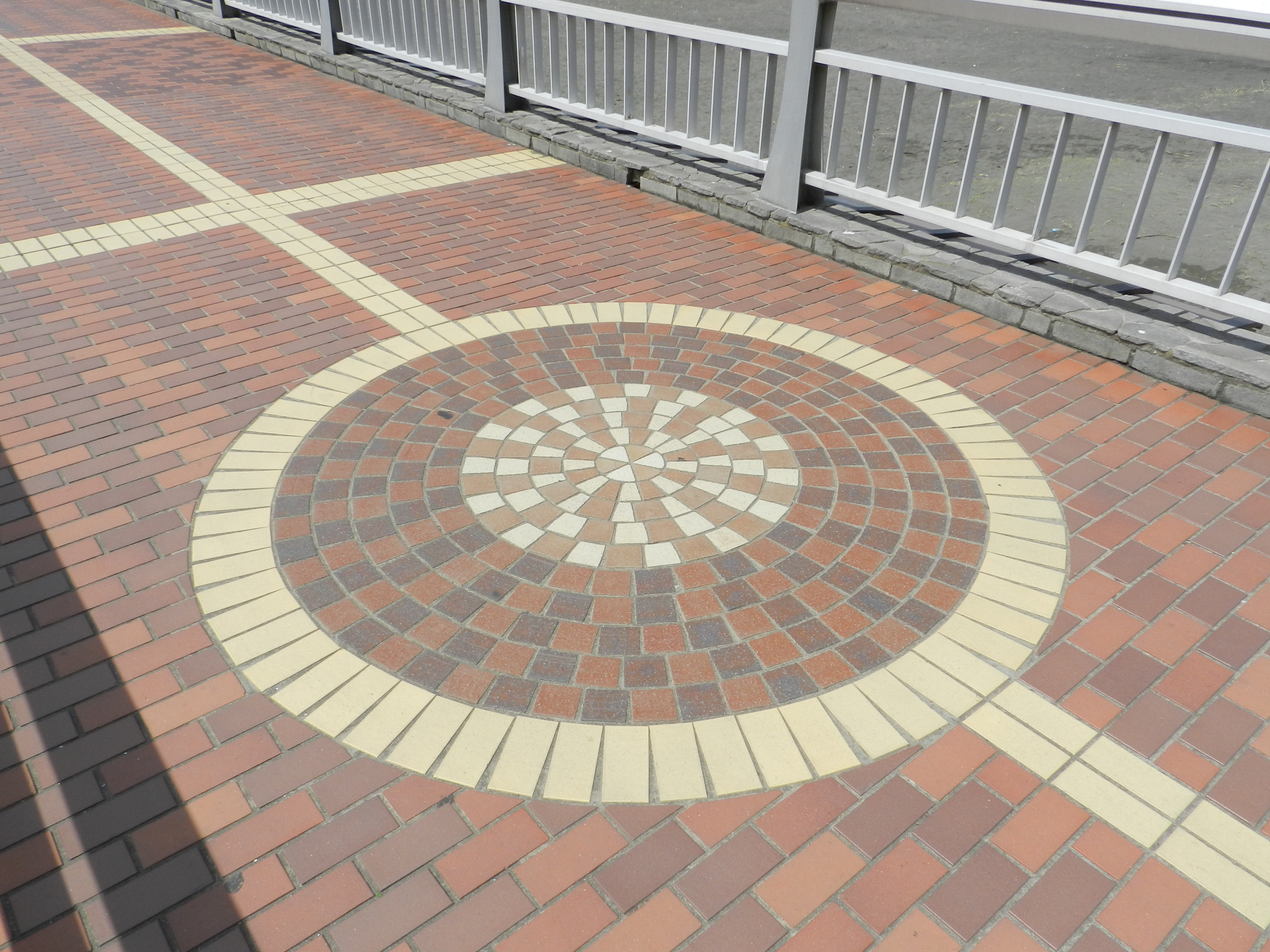
Auch Details wie dieses Mosaik auf der Brücke nach Enoshima wurden übernommen
Werbung für Tari Tari an einem Informationspunkt auf Enoshima

## Entstehung und Veröffentlichungen
Der Anime Tari Tari ist nach Hanasaku Iroha die zweite Eigenproduktion des Animationsstudios P.A. Works. Basierend auf der Idee von Evergreen schrieb Masakazu Hashimoto das Drehbuch und führte ebenfalls Regie. Die Charaktere wurden ursprünglich von tanu entworfen und von Kanami Sekiguchi an die Gegebenheiten einer Animationsserie angepasst. Zugleich war Sekiguchi auch Leiter der Animation. Die künstlerische Leitung übernahm Kazuki Higashiji.
Die Erstausstrahlung der 13-teiligen Serie fand vom 1. Juli bis 23. September 2012 auf dem japanischen Sender TV Kanagawa statt. Parallel dazu begannen im Abstand von einigen Stunden bis Tagen ebenfalls die Sender KBS, Ishikawa TV, Tokyo MX, Chiba TV, SUN-TV, TV Aichi, Toyama Television und Animax mit der Ausstrahlung. Ebenso wurde die Serie durch diverse Streamingangebote im Internet verfügbar gemacht. Zu ihnen zählen Bandai Channel, Smile Namahōsō Suru (Livestream von Nico Nico Douga), dMarket und ShowTime. 
Außerhalb von Japan bot Crunchyroll einen Simulcast mit englischen Untertiteln in USA, Kanada, UK, Irland, Australien, Neuseeland, Südafrika, Dänemark, Finnland, Niederlande, Norwegen und Schweden an. Zugleich lizenzierte Sentai Filmworks die Rechte für eine DVD/BluRay-Veröffentlichung in Nordamerika. In Deutschland wurde die Serie von Anime-House auf drei DVDs/Blu-rays zwischen dem 30. Mai und 29. Juli 2014 veröffentlicht.

### Synchronisation
| Rolle                 | Japanischer Sprecher (Seiyū) | Deutscher Sprecher   |
| --------------------- | ---------------------------- | -------------------- |
| Konatsu Miyamoto      | Asami Seto                   | Patricia Strasburger |
| Wakana Sakai          | Ayahi Takagaki               | Demet Fey            |
| Sawa Okita            | Saori Hayami                 | Katharina Gast       |
| Taichi Tanaka         | Nobunaga Shimazaki           | Lars Falinski        |
| Atsuhiro Maeda „Wien“ | Natsuki Hanae                | Patrick Keller       |
| Tomoko Takahashi      | Akiko Kimura                 | Silke Linderhaus     |
| Makoto Miyamoto       | Yoshitsugu Matsuoka          | Dennis Sonntag       |

### Musik
Die die Serie begleitende Musik wurde in einer Kooperation mit Lantis erstellt. Die Hintergrundmusik komponierte und arrangierte Shirō Hamaguchi. Da Musik ein zentrales Element des Animes ist, kamen aber auch verschiedene andere Musikstücke zum Einsatz. 
Im Vorspann des Animes wurde eine Kurzfassung des Titels Dreamer verwendet. Er wurde von der Sängerin AiRI interpretiert und von Kyōichi Miyazaki komponiert und arrangiert. Das Stück soll am 1. August 2012 als gleichnamige Single von Lantis veröffentlicht werden. Die Single selbst beinhaltet als zweiten Track den Titel Triple Smiley, wobei beide Stücke ebenfalls in einer Instrumentalfassung vorliegen.
Der Abspann wurde mit dem Titel Shiokaze no Harmony unterlegt, der von micco, der Sängerin von Marble, interpretiert, von Mai Sugimori komponiert und von Kazunori Watanabe arrangiert wurde. In der zweiten Folge wurde jedoch der Titel Shin no Senritsu (心の旋律) von Riya für den Abspann verwendet.

## Manga
Aufbauend auf der gleichen von Evergreen geschriebenen Handlung und den Vorgaben von Tōru Naomura zeichnet Tomiyaki Kagisora den gleichnamigen Manga Tari Tari und übernimmt dabei ebenso das Charakterdesign von tanu. Der Manga wird seit dem 22. Mai 2012 in dem von Square Enix herausgegebenen Magazin Gangan Joker veröffentlicht.